# Door een spiegel, in raadselen
Door een spiegel, in raadselen is een boek van Jostein Gaarder. De oorspronkelijke uitgave verscheen in 1993 in het Noors, onder de titel I et speil, i en gåte. De titel is een citaat uit het Bijbelboek 1 Korintiërs, 13e hoofdstuk.

## Inhoud
Cecilie ligt in bed, want ze is ernstig ziek. Misschien heeft ze niet lang meer te leven. Met Kerstmis komt de engel Ariël bij haar op bezoek. De engel wil weten hoe het is om een mens te zijn, hoe eten smaakt en hoe het voelt als er bloed door je aderen stroomt.
Ze spreken af  dat Cecilie zal vertellen wat het inhoudt om een mens te zijn, terwijl Ariël uit zal leggen wat het betekent een engel te zijn.